# Pimelodus joannis
Pimelodus joannis és una espècie de peix de la família dels pimelòdids i de l'ordre dels siluriformes.

## Morfologia
Els mascles poden assolir els 7,7 cm de llargària total.

## Distribució geogràfica
Es troba a Sud-amèrica: Brasil.